# قایقرانی بادبانی در المپیک تابستانی ۲۰۲۴
قایقرانی بادبانی یکی از ورزش‌های المپیک تابستانی ۲۰۲۴ است که از ۲۸ ژوئیه تا ۹ اوت برگزار شده است.
این مسابقات در سه بخش مردان، زنان و مختلط انجام شده.

## نتایج

### جدول مدال‌ها
*   کشور میزبان (فرانسه)
| رتبه           | NOC                 | طلا | نقره | برنز | مجموع |
| -------------- | ------------------- | --- | ---- | ---- | ----- |
| ۱              | هلند                | ۲   | ۰    | ۲    | ۴     |
| ۲              | اتریش               | ۲   | ۰    | ۰    | ۲     |
| ۲              | ایتالیا             | ۲   | ۰    | ۰    | ۲     |
| ۴              | استرالیا            | ۱   | ۱    | ۰    | ۲     |
| ۴              | اسرائیل             | ۱   | ۱    | ۰    | ۲     |
| ۶              | بریتانیای کبیر      | ۱   | ۰    | ۱    | ۲     |
| ۷              | اسپانیا             | ۱   | ۰    | ۰    | ۱     |
| ۸              | سوئد                | ۰   | ۱    | ۱    | ۲     |
| ۸              | فرانسه*             | ۰   | ۱    | ۱    | ۲     |
| ۸              | نیوزیلند            | ۰   | ۱    | ۱    | ۲     |
| ۱۱             | آرژانتین            | ۰   | ۱    | ۰    | ۱     |
| ۱۱             | اسلوونی             | ۰   | ۱    | ۰    | ۱     |
| ۱۱             | دانمارک             | ۰   | ۱    | ۰    | ۱     |
| ۱۱             | قبرس                | ۰   | ۱    | ۰    | ۱     |
| ۱۱             | ژاپن                | ۰   | ۱    | ۰    | ۱     |
| ۱۶             | ایالات متحده آمریکا | ۰   | ۰    | ۱    | ۱     |
| ۱۶             | سنگاپور             | ۰   | ۰    | ۱    | ۱     |
| ۱۶             | نروژ                | ۰   | ۰    | ۱    | ۱     |
| ۱۶             | پرو                 | ۰   | ۰    | ۱    | ۱     |
| مجموع (۱۹ NOC) | مجموع (۱۹ NOC)      | ۱۰  | ۱۰   | ۱۰   | ۳۰    |

### مردان
| رویداد       | طلا                                 | نقره                                     | برنز                                        |
| IQFoil       | تام روونی · اسرائیل                 | گری موریس · استرالیا                     | لوک فن اوپزلاند · هلند                      |
| Formula Kite | والنتین بونتوس · اتریش              | تونی وودیشک · اسلوونی                    | مکس میدر · سنگاپور                          |
| Laser        | متیو وارن · استرالیا                | پاولوس کونتیدس · قبرس                    | استفانو پسکیرا · پرو                        |
| 49er         | اسپانیا · دیگو بوتین · فلورین تریتل | نیوزیلند · آیزاک مک‌هاردی · ویلیام مک‌کنزی | ایالات متحده آمریکا · یان باروز · هانس هنکن |

### زنان
| رویداد       | طلا                               | نقره                           | برنز                                |
| IQFoil       | مارتا ماجتی · ایتالیا             | شارون کانتور · اسرائیل         | اما ویلسون · بریتانیای کبیر         |
| Formula Kite | الی آلدریج · بریتانیای کبیر       | لورین نولو · فرانسه            | آنلوس لامرتس · هلند                 |
| Laser Radial | ماریت بومیستر · هلند              | آن ماری ریندوم · دانمارک       | لینه فلم هست · نروژ                 |
| 49erFX       | هلند · اودیل فن آنهولت · آنت دوتز | سوئد · ویلما بوبک · ربکا نتزلر | فرانسه · سارا استیار · شارلین پیکون |

### مختلط
| رویداد   | طلا                                  | نقره                                     | برنز                                      |
| ۴۷۰      | اتریش · لارا وادلاو · لوکاس میار     | ژاپن · کیجو اوکادا · میهو یوشیوکا        | سوئد · آنتون دالبری · لوویسا کارلسون      |
| Nacra 17 | ایتالیا · روجرو تیتا · کاترینا بانتی | آرژانتین · متئو ماخدالانی · بوسکو اوخنیا | نیوزیلند · مایکا ویلکینسون · اریکا داوسون |